# 얌데나모자이크꼬리쥐
얌데나모자이크꼬리쥐(Melomys cooperae)는 쥐과에 속하는 설치류의 일종이다. 인도네시아 얌데나 섬에서 발견된 표본을 통해 1995년에 처음 기술되었다. 이후 다른 표본은 발견되지 않았기 때문에 IUCN 적색 목록에서 "정보부족종"으로 분류하고 있다.

## 특징
중간 크기의 설치류로 몸무게는 64.5~96.5g이고, 꼬리를 제외한 몸길이가 118~140mm이다. 등 쪽은 육계색-갈색을 띠고 코와 이마가 거무스레한 색조를 띠며 뺨은 희다. 눈 주위에 둥글게 거무스레한 띠가 있다. 배 쪽과 다리 앞쪽, 다리 뒷쪽은 희다. 귀는 짧고 육계색을 띤다. 꼬리 길이는 머리부터 몸까지 길이보다 길고 140~170mm이며, 윗면은 라벤더색-회색이고 아랫면은 연한 회색이다.
모자이크꼬리쥐속의 다른 종과 달리 윗쪽의 마지막 어금니가 길고 꼬리가 아주 길며, 긴 절치공과 흰 뺨을 갖고 있다.